# Formula pertle
Formula pertle, ili algoritam pretle, je matematicki algoritam koji se koristi za izračunavanje površine jednostavnog mnogougla čija temena su određena uređenim parom u ravni. Ukrštenim množenjem odgovarajućih koordinata dobija se povrsina koja obuhvata mnogougao, i oduzme je od mnogougla koji ga okruzuje da bi se odredila površina mnogougla unutra. Zove se formula pertle zbog konstanog ukrštenog množenja za koordinate koje sastavljaju mnogougao, kao vezanje pertle. Ponekad se zove i metod pertla. Takođe, poznata je i kao Gausova površinska formula, po Karl Fridrih Gausu. Koristi se u geometriji i šumarstvu, između ostalih oblasti. Takođe je poznata i kao geometrova formula.
Formula se moze prikazati na sledeći način:
{\displaystyle {\begin{aligned}\mathbf {A} &={1 \over 2}{\Big |}\sum _{i=1}^{n-1}x_{i}y_{i+1}+x_{n}y_{1}-\sum _{i=1}^{n-1}x_{i+1}y_{i}-x_{1}y_{n}{\Big |}\\&={1 \over 2}|x_{1}y_{2}+x_{2}y_{3}+\cdots +x_{n-1}y_{n}+x_{n}y_{1}-x_{2}y_{1}-x_{3}y_{2}-\cdots -x_{n}y_{n-1}-x_{1}y_{n}|\\\end{aligned}}}
gde
- A je površina mnogougla,
- n je broj stranica mnogougla, and
- (xi, yi), i = 1, 2,..., n su temena mnogougla.

Alternativno:
{\displaystyle \mathbf {A} ={1 \over 2}{\Big |}\sum _{i=1}^{n}x_{i}(y_{i+1}-y_{i-1}){\Big |}={1 \over 2}{\Big |}\sum _{i=1}^{n}y_{i}(x_{i+1}-x_{i-1}){\Big |}={1 \over 2}{\Big |}\sum _{i=1}^{n}x_{i}y_{i+1}-x_{i+1}y_{i}{\Big |}={1 \over 2}{\Big |}\sum _{i=1}^{n}\det {\begin{pmatrix}x_{i}&x_{i+1}\\y_{i}&y_{i+1}\end{pmatrix}}{\Big |}}
gde
xn+1 = x1 i x0 = xn,
odnosno
yn+1 = y1 i y0 = yn.
Ako su tačke označene suprotno od smera kazaljki na satu, onda iznad determinante su pozitivne i absolutne zagrade mogu biti izostavljene; Ako su tačke označene u smeru kazaljki na satu, determinante će biti negativne. Ovo je zato što se formula može gledati kao poseban slučaj Grinove teoreme.

## Primeri
Moraju biti poznate tačke u Kartezijanovoj ravni. Na primer, gledamo trougao sa koordinatama {(2, 1), (4, 5), (7, 8)}. Uzmemo prvu x-vrednost i pomnozimo je sa drugom y-vrednošću, onda uzmemo drugu x-vrednost i pomnozimo je sa trecom y-vrednošću, i ponovimo, i opet ponovimo, dok ne uradimo to za svaku tačku. Ovo se može definisati formulom:
{\displaystyle \mathbf {A} _{\text{tri.}}={1 \over 2}|x_{1}y_{2}+x_{2}y_{3}+x_{3}y_{1}-x_{2}y_{1}-x_{3}y_{2}-x_{1}y_{3}|}
gde xi i yi predstavljaju vrednosti za respektivne koordinate. Ova formula je samo proširanje one koja je data gore za slučaj n = 3. Korišćenjem nje, može se videti da je površina trougla jednaka polovini apsolutne vrednosti od 10 + 32 + 7 − 4 − 35 − 16, što je jednako 3. Broj varijabla zavisi od broja strnica mnogougla. Na primer, petougao će biti definisan do x5 and y5:
{\displaystyle \mathbf {A} _{\text{pent.}}={1 \over 2}|x_{1}y_{2}+x_{2}y_{3}+x_{3}y_{4}+x_{4}y_{5}+x_{5}y_{1}-x_{2}y_{1}-x_{3}y_{2}-x_{4}y_{3}-x_{5}y_{4}-x_{1}y_{5}|}
Četvorougao će biti definisan do x4 and y4:
{\displaystyle \mathbf {A} _{\text{quad.}}={1 \over 2}|x_{1}y_{2}+x_{2}y_{3}+x_{3}y_{4}+x_{4}y_{1}-x_{2}y_{1}-x_{3}y_{2}-x_{4}y_{3}-x_{1}y_{4}|}

## Kompleksniji primeri
Posmatramo mnogougao definisan tačkama (3,4), (5,11), (12,8), (9,5), and (5,6), i ilustrovam u sledećem diagramu:
Površina ovog mnogougla je:
{\displaystyle {\begin{aligned}\mathbf {A} &={1 \over 2}|3\times 11+5\times 8+12\times 5+9\times 6+5\times 4\\&{}\qquad {}-4\times 5-11\times 12-8\times 9-5\times 5-6\times 3|\\[10pt]&={60 \over 2}=30\end{aligned}}}

## Objašnjenje imena
Razlog zašto se ova formula zove formula pertle je zbog čestog načina koji se koristi za njeno izračunavanje. Ovaj način koristi matrice. Kao primer, gledamo trougao sa temenima (2,4), (3,−8), and (1,2). Onda konstruišemo sledeću matricu tako što “hodamo oko” trougla i zavrćavamo sa početnom tačkom.
{\displaystyle {\begin{bmatrix}2&4\\3&-8\\1&2\\2&4\end{bmatrix}}}
Prvo, nacrtamo dijagonalno dole i ka desno (kao što je prikazano),
i pomnožimo dva broja povezana dijagonalom, a onda dodamo sve proizvode: (2 × −8) + (3 × 2) + (1 × 4) = −6. Uradimo isto sa dijagonalama ka dole i levo (prikazano dole sa prethodnim dijagonalama): 
(4 × 3) + (−8 × 1) + (2 × 2) = 8. Onda, oduzmemo ova dva broja i uzmemo apsolutnu vrednost razlike: |−6 − 8| = 14. Kada podelimo ovo sa 2 dobijemo površinu: 7. Ovakvo organizovanje brojeva čini formulu lakšom za pamćenje i procenjivanje. Sa svim nacrtanim dijagonalama, matrica liči na cipelu sa pertlama, što je dovelo do ovakvog imena.